# Tranh chấp lãnh thổ
Tranh chấp lãnh thổ là sự tranh giành về chủ quyền lãnh thổ giữa hai hoặc một số nước đối với một vùng đất hoặc một vùng nước nào đó ở gần biên giới quốc gia. Tranh chấp lãnh thổ thường xảy ra do các nguyên nhân: cách vẽ đường biên giới trên bản đồ hoặc cách nhìn nhận đường biên giới quốc gia giữa các nước không nhất trí với nhau hoặc do những nguyên nhân lịch sử để lại.